# Melissodes appressa
Melissodes appressa är en biart som beskrevs av Laberge 1961. Melissodes appressa ingår i släktet Melissodes och familjen långtungebin. Inga underarter finns listade i Catalogue of Life.